# David Ducourtioux
David Ducourtioux (ur. 11 kwietnia 1978 w Limoges) – francuski piłkarz występujący na pozycji obrońcy. Obecnie jest zawodnikiem klubu Valenciennes FC.

## Kariera klubowa
Ducourtioux zawodową karierę rozpoczynał w pierwszoligowym klubie SC Bastia. We francuskiej ekstraklasie zadebiutował 16 stycznia 1999 w zremisowanym 1:1 pojedynku z Le Havre AC. W sezonie 1998/1999 w lidze rozegrał 2 spotkania. W następnym sezonie w barwach nie zagrał ani razu.
W 2000 roku został zawodnikiem Stade de Reims, grającego w Championnat National. Spędził tam dwa sezony, w ciągu których rozegrał tam 63 spotkania i zdobył 2 bramki. W 2002 roku powrócił do Ligue 1, podpisując kontrakt z CS Sedan. Pierwszy ligowy mecz zaliczył tam 11 września 2002 przeciwko RC Strasbourg (1:1). W 2003 roku spadł z klubem do Ligue 2, w 2006 powrócił z nim do Ligue1. 1 kwietnia 2007 w wygranym 1:0 pojedynku z FC Nantes strzelił pierwszego gola w trakcie gry w Ligue 1. W 2007 Ducourtioux ponownie spadł z zespołem do Ligue 2. Wówczas odszedł z klubu. Dla Sedanu zagrał łącznie 157 razy i strzelił 9 goli.
Latem 2007 trafił do pierwszoligowego Valenciennes FC. Zadebiutował tam 4 sierpnia 2007 w wygranym 3:1 spotkaniu z Toulouse FC. W sezonie 2009/2010 nadal występuje z klubem w ekstraklasie.
| Sezon   | Klub            | Kraj    | Rozgrywki  | Mecze | Bramki | Rozgrywki Europy | Mecze | Bramki |
| ------- | --------------- | ------- | ---------- | ----- | ------ | ---------------- | ----- | ------ |
| 1998/99 | SC Bastia       | Francja | Division 1 | 2     | 0      | -                | -     | -      |
| 1999/00 | SC Bastia       | Francja | Division 1 | 0     | 0      | -                | -     | -      |
| 2000/01 | Stade de Reims  | Francja | National   | 32    | 1      | -                | -     | -      |
| 2001/02 | Stade de Reims  | Francja | National   | 31    | 1      | -                | -     | -      |
| 2002/03 | CS Sedan        | Francja | Ligue 1    | 18    | 0      | -                | -     | -      |
| 2003/04 | CS Sedan        | Francja | Ligue 2    | 32    | 0      | -                | -     | -      |
| 2004/05 | CS Sedan        | Francja | Ligue 2    | 34    | 3      | -                | -     | -      |
| 2005/06 | CS Sedan        | Francja | Ligue 2    | 34    | 5      | -                | -     | -      |
| 2006/07 | CS Sedan        | Francja | Ligue 1    | 37    | 1      | -                | -     | -      |
| 2007/08 | Valenciennes FC | Francja | Ligue 1    | 31    | 0      | -                | -     | -      |
| 2008/09 | Valenciennes FC | Francja | Ligue 1    | 31    | 0      | -                | -     | -      |
| 2009/10 | Valenciennes FC | Francja | Ligue 1    | 28    | 3      | -                | -     | -      |
| 2010/11 | Valenciennes FC | Francja | Ligue 1    | 37    | 2      | -                | -     | -      |
| 2011/12 | Valenciennes FC | Francja | Ligue 1    | 30    | 0      | -                | -     | -      |
| 2012/13 | Valenciennes FC | Francja | Ligue 1    | 30    | 0      | -                | -     | -      |
| 2013/14 | Valenciennes FC | Francja | Ligue 1    | 0     | 0      | -                | -     | -      |

Stan na: 25 lipca 2013 r.